# Сестрорецкое шоссе
Сестроре́цкое шоссе́ — шоссе в Курортном районе Санкт-Петербурга (Белоостров). Проходит между р. Сестрой и железнодорожной веткой Сестрорецкого направления Октябрьской железной дорогии от Нового шоссе (на севере) до Приморского шоссе (на юге). Протяжённость около 3,5 км. Продолжение Сестрорецкого шоссе на север носит название Александровское шоссе.

## История
Ориентировочно дорога появилась во второй половине XIX века. До середины 1960-х годов дорога являлась основной магистралью при движении из Ленинграда в Сестрорецк и Приморск, но после продления Нового шоссе и постройки объездной дороги вокруг Сестрорецка, дорога стала тупиковой и утратила своё значение.

## Транспорт
Ближайшая железнодорожная платформа: Белоостров.
Автобусные маршруты: 314

## Пересечения
- Александровское шоссе
- Новое шоссе
- река Сестра
- Приморское шоссе

## Адреса
- Дом 4 — почтовое отделение 197730 (Белоостров)